# Luuk Brouwers
Luuk Brouwers (Helmond, 3 maggio 1998) è un calciatore olandese, centrocampista dell'Heerenveen.

## Caratteristiche tecniche
È un mediano.

## Carriera
Prodotto del settore giovanile del Den Bosch, debutta fra i professionisti il 10 aprile 2015 in occasione del match di Eerste Divisie pareggiato1 -1 contro il Jong PSV.
Nel 2020 viene acquistato a titolo definitivo dal Go Ahead Eagles.

## Statistiche
Statistiche aggiornate al 6 settembre 2021.
| Stagione        | Squadra         | Campionato      | Campionato | Campionato | Coppe nazionali | Coppe nazionali | Coppe nazionali | Coppe continentali | Coppe continentali | Coppe continentali | Altre coppe | Altre coppe | Altre coppe | Totale | Totale |
| Stagione        | Squadra         | Comp            | Pres       | Reti       | Comp            | Pres            | Reti            | Comp               | Pres               | Reti               | Comp        | Pres        | Reti        | Pres   | Reti   |
| --------------- | --------------- | --------------- | ---------- | ---------- | --------------- | --------------- | --------------- | ------------------ | ------------------ | ------------------ | ----------- | ----------- | ----------- | ------ | ------ |
| 2014-2015       | Den Bosch       | 1D              | 3          | 0          | CO              | 0               | 0               |                    | -                  | -                  |             | -           | -           | 3      | 0      |
| 2016-2017       | Den Bosch       | 1D              | 29         | 1          | CO              | 0               | 0               |                    | -                  | -                  |             | -           | -           | 29     | 1      |
| 2017-2018       | Den Bosch       | 1D              | 15         | 0          | CO              | 1               | 0               |                    | -                  | -                  |             | -           | -           | 156    | 0      |
| 2018-2019       | Den Bosch       | 1D              | 26+2       | 1+1        | CO              | 0               | 0               |                    | -                  | -                  |             | -           | -           | 28     | 2      |
| 2019-2020       | Den Bosch       | 1D              | 19         | 1          | CO              | 0               | 0               |                    | -                  | -                  |             | -           | -           | 19     | 1      |
| 2020-2021       | Go Ahead Eagles | 1D              | 33         | 3          | CO              | 3               | 2               |                    | -                  | -                  |             | -           | -           | 26     | 5      |
| 2021-2022       | Go Ahead Eagles | ED              | 4          | 0          | CO              | 0               | 0               |                    | -                  | -                  |             | -           | -           | 4      | 0      |
| Totale carriera | Totale carriera | Totale carriera | 131        | 7          |                 | 4               | 2               |                    | -                  | -                  |             | -           | -           | 135    | 9      |